# Cornelia van Lalaing
Cornelia van Lalaing, född 1545, död 15 november 1610, var en nederländsk adelsdam, berömd för den roll hon spelade i det så kallade "förräderiet Rennenberg", dotter till Philip van Lalaing, greve av Hoogstraten (ca 1510-1555) och Anna av Rennenberg (ca 1510-1583).
Cornelia Lalaing gifte sig den 28 december 1576 i Mechelen med Willem van Hamal, baron av Monceau (1551-1582). Hennes familj var katoliker men initialt på protestanternas sida under kriget; år 1580 var Cornelias bror Georges Lalaing, greve av Rennenberg, guvernör i Friesland, Groningen och Overijssel, den enda av sin familj som fortfarande var på Oraniens sida. Rennenbergs partibyte till den rojalistiska lägret år 1580 är känt som "förräderiet Rennenberg". Cornelia van Lalaing besökte 1579 sin bror och ska ha övertalat honom att byta sida. Denna händelse har ägnats en hel del uppmärksamhet i historien. Forskare är dock osäkra på om hon verkligen var ansvarig för broderns partibyte.   